# Logothettiové

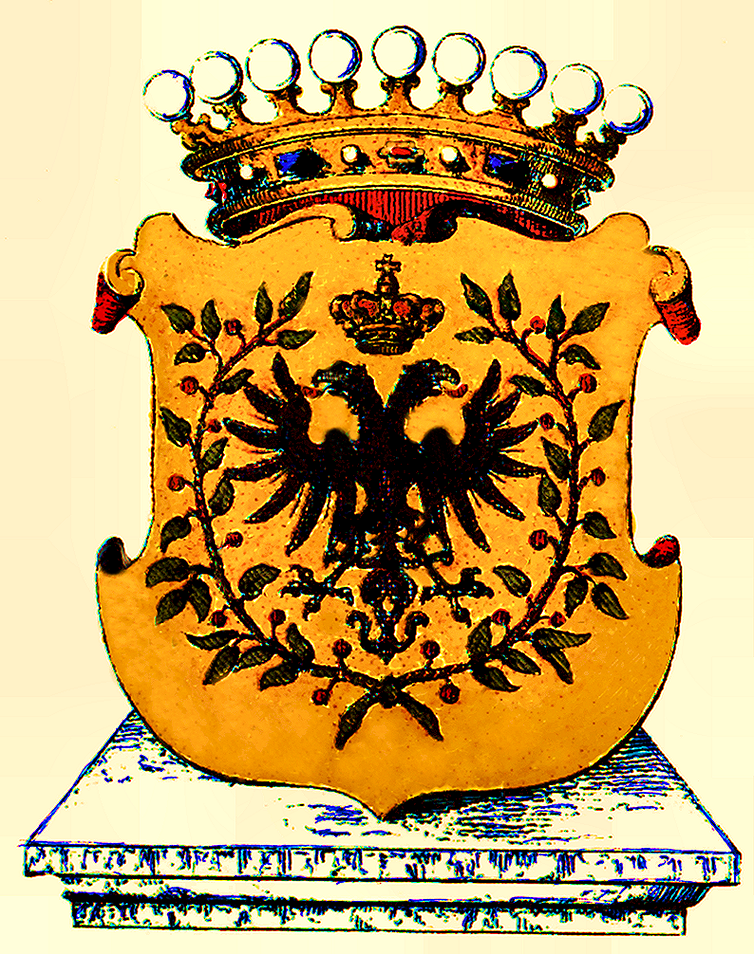
Znak hraběte z Logothetti 1848

Hrabě z Logothetti, také Logothetty (novořecká výslovnost: Logofetti), pocházeli z původně řecké rodiny a byli nejprve povýšeni na benátská a později rakouská hrabata. 

## Původ
Rodina pocházela ze staré byzantské rodiny Logothetes, jejíž předci svůj původ vyvozovali od byzantského císaře Nikefora I. Předci žili od pádu Konstantinopole na jónském ostrově Zakynthos (Zante). První se v roce 1462 zmiňoval Stefano. Zakynthos se brzy stal součástí Benátské republiky. Členové rodiny sloužili této republice a v roce 1701 jim byl udělen titul hrabat. Moravskou větev rodu založil Jakub hrabě Logothetti, který se narodil 15. března 1741 v Zante jako Eiakobos kontes Logothetes. Tato větev žila na Moravě až do roku 1945.  

## Osobnosti

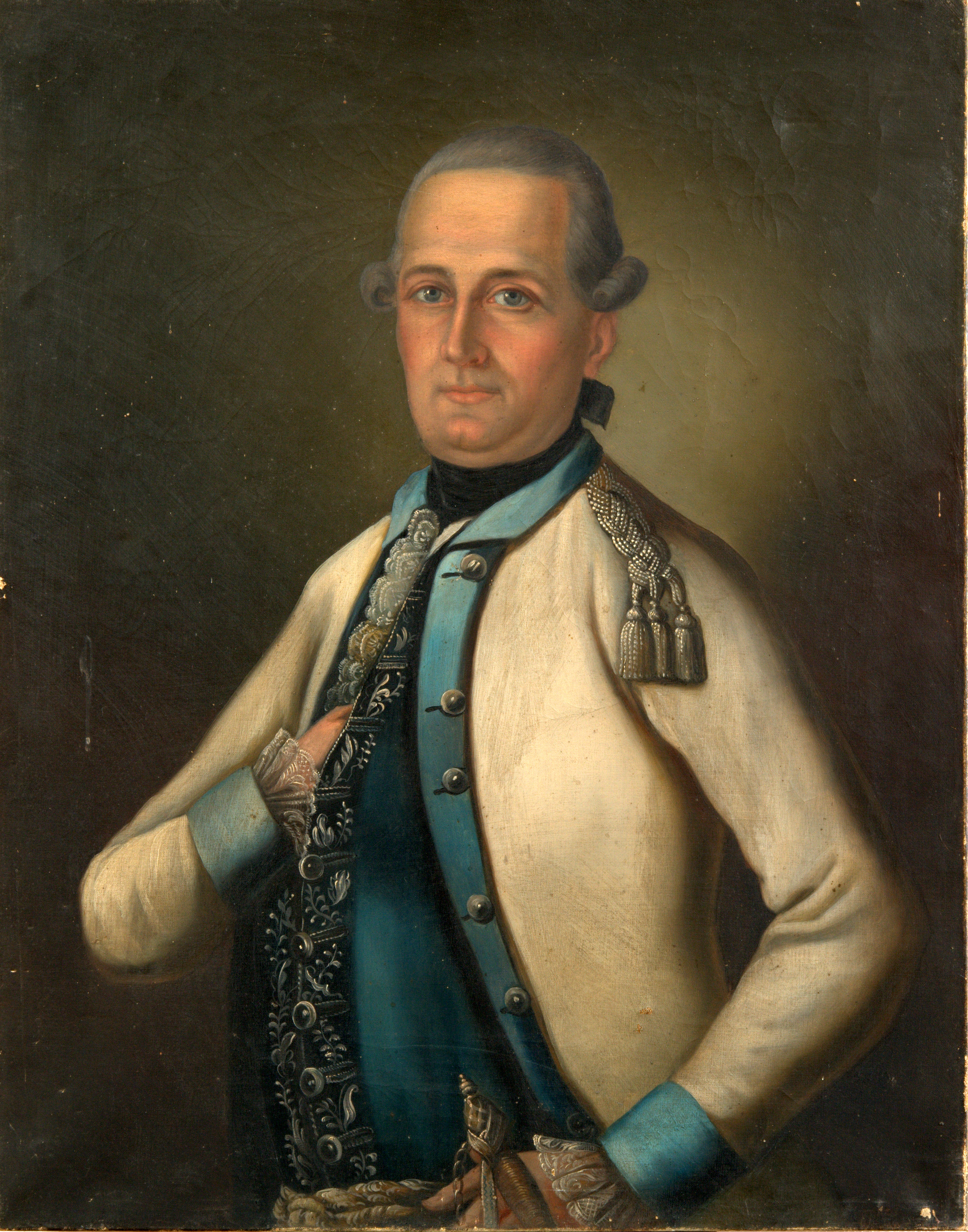
Giacomo (Jakub) hrabě Logothetti (1741–1802)

Jakub hrabě Logothetti (15. března 1741 Zante – 1. srpna 1802 Černovice v Bukovině) sloužil v Benátské republice. V roce 1775 se oženil s Kateřinou Marii d'Ymbault (27. listopadu 1759 v Bukurešt – 23. listopadu 1785 v Șerăuți), která pocházela z Moldavského knížectví a byla dcerou Léona d'Ymbault (de Romanieu), posledního starosty Černovic pod moldavskou vládou. Do manželství přinesla dědictví po svém otci: Șerăuții de Sus (Oberscheroutz – Horišni Šerivci) a Vășcăuți (Waschkautz/ Vaškivci).  Manželé měli syny Josefa Karla Augustina a Aloise.
Hugo I. hrabě Logothetti (20. března 1801 Černovice – 26. květen 1861 Bílovice) byl synem Josefa Karla Augustina Logothettiho. V roce 1830 získal na Moravě panství Bílovice a Březolupy a v Čechách Bělou nad Svitavou . V roce 1839 obdržel rakouské rytířství, následně získal 14. července 1845 český inkolát. V roce 1848 bylo rodině a jejich potomkům uděleno povolení používat titul hraběte v rakouských zemích.
Vincent hrabě Logothetti (13. ledna 1824 Șerăuții de Sus – 13. září 1886 Bratislava ) byl synem Aloise hraběte Logothettiho. Oženil se s Anastázií Duka de Kádár, která byla vnučkou polního maršála Petra Duky de Kádár. Měli spolu 4 děti, kterými byli Hugo Evžen Alois, Adrienne Pavlína Anna, Evžen Diomed a Leon Petr.

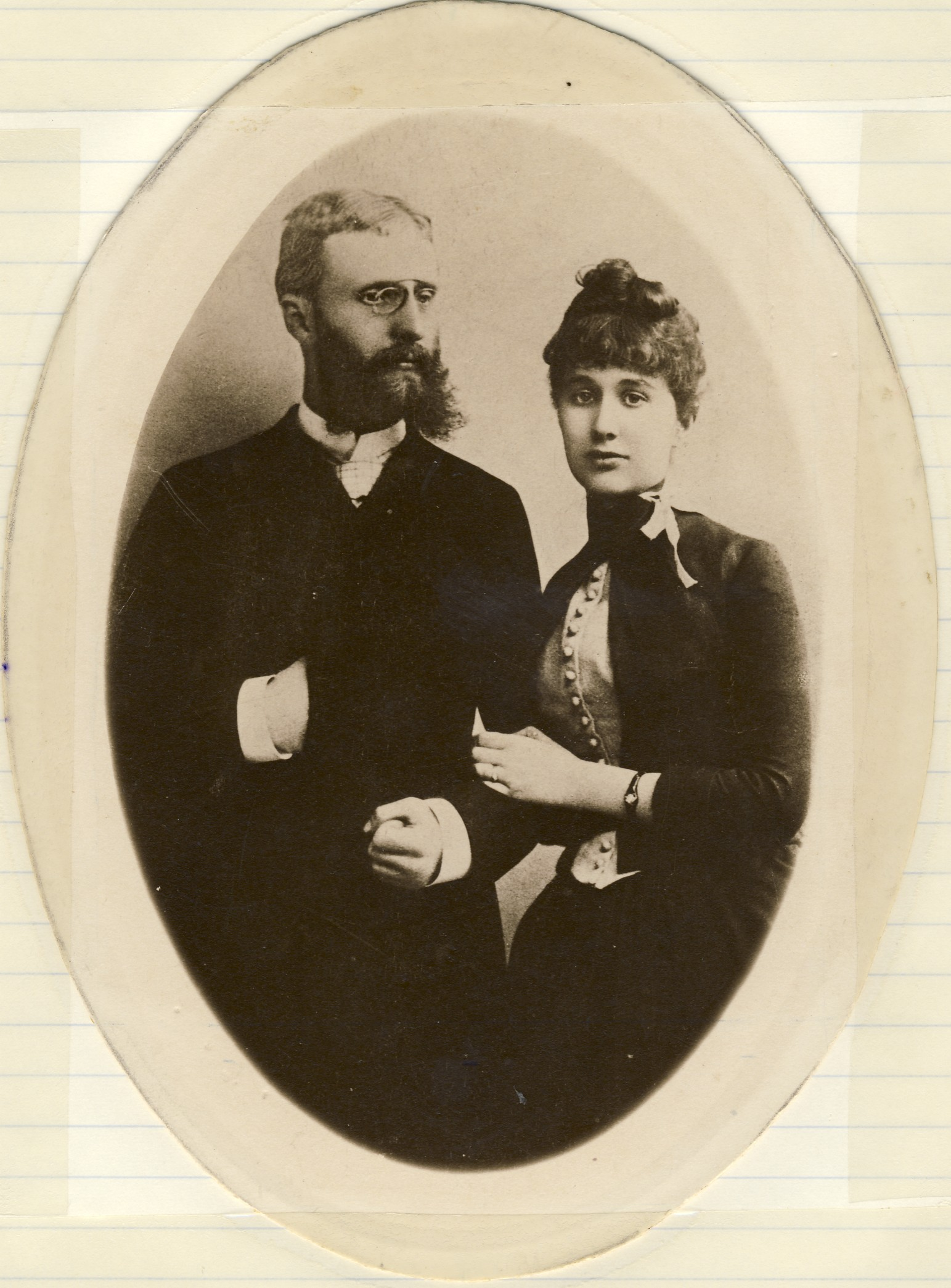
Svatební fotografie Hugo II. Hrabě Logothetti (1852–1918) s Barbarou, svobodnou paní von Zwiedinek, 1886

Vladimír hrabě z Logothetti (1822–1892) byl synem Huga I. Sloužil jako důstojník v rakousko-uherské armádě. Byl politikem a zakladatelem prvního dobrovolného hasičského sboru na Moravě. V roce 1851 se oženil s Karolinou hraběnkou von Nemes.
Hugo II hrabě Logothetti (1852–1918) byl rakousko-uherský diplomat a poslední vyslanec Rakousko-Uherska v Teheránu. 17. července 1886 se oženil s Friedou Barbarou Freiin Zwiedinek ze Südhorstu (1866–1945).

## Erb
1848: Ve zlatém štítu černý orel dvouhlavý, nad kterým se vznáší vévodská koruna a který je obklopen vavřínovým věncem. Na štítu je hraběcí korunka.

## Rodokmen
1. Giorgio Logothetti (1630-1633) [9]
  1. Antonio Eustacchio Logothetti (*1650)[10]
    1. Giorgio Logothetti(*1670)
    2. Teodoro Logothetti(*1672)
      1. Giorgio Logothetti(*1698)  ∞ Marietulla Logothetti (Savoja)[11]
        1. Jakub Logothetti (1741–1802) ∞ Kateřina Marie d'Ymbault[3]
          1. Alois Logothetti (1780-1861)  ∞ Karolína Himmer[12]
            1. Vincenc Logothetti (1824–1886) ∞ Anastázií Duka de Kádár (1830–1907)
              1. Hugo Evžen Alois Logothetti (1858) ∞ Karolína   Newser-Horton[13]
              2. Adrienne Pavlína Anna Logothetti (1860–1934) ∞ Alfréd Logothetti (1853–1923)
              3. Evžen Diomed Logothetti (1861) ∞ Selma Mary Hoffman[13]
                1. Adrienne Helene Logothetti (* 1900) ∞ Ray Frey
                2. Pauline Emma Logothetti (* 1904) ∞ Karl Selphen
                3. Vincent Hoffman Logothetti (* 1908) ∞. Flavia Logothetti (* 1911)

              4. Leon Petr Logothetti (* 1865)  ∞  Mary Heat
                1. Philipp Joseph Logothetti (* 1894) ∞ Antoinette Logothetti (* 1902)
                2. Vincent Leo Logothetti (* 1896) ∞ Mary Logothetti (* 1901)
                3. Alfred Logothetti (* 1899)
                4. August Logothetti (* 1901) ∞  Antoinette Fischer
                5. Eugene Valentine Logothetti (* 1906) ∞ Loretta Logothetti (* 1905)

          2. Josef Karel Augusti Logothetti (1779–1811) ∞ Ester von Locella (1769–1815)[3]
            1. Hugo I. Jakub Josef Logothetti (1801–1861) ∞ Josefa Františka de Paula z Bartensteina (1800–1871)
              1. Vladimír Alexandr Emanuel Logothetti (1822–1892) ∞ Marie Karolína Rosalie Jana Nemes De Hídveg et Oltszem (1826–1906)
                1. Hugo II. Vladimír Emanuel Karel Logothetti (1852–1918) ∞ Frída Barbara sv. p. Zwiedinek von Südenhorst (1866–1945)
                  1. Marie-Rose Logothetti (1888–1976) ∞ Giulio Cesare Montagna (1874–1954)[14]
                    1. Francesco Montagna
                    2. Paolo Montagna

                  2. Karolína Logothetti (1891–1978) ∞ Willem Bernard Engelbrecht (1881–1955)[3]
                  3. Hermina Adéla Logothetti (1894–1980) ∞ a, Emil Julius de Törok (1891–1945) b, Géza de Ertsey (1878–1949)
                  4. Carmen Adelinde Logothetti (1905–1990) ∞ Lothar Alfons Schmidt (1896–1972)
                  5. Felix Ferdinand Hugo Deodatus Logothetti (1893–1942) ∞ 1. Amalie Henrietta von Mattecloit-Ubelli (1896–1991), 2. Marie Stella Leontina Barbo von Waxenstein (1898–1942)
                    1. Deodat Richard Logothetti (1928–1942), z prvního manželství

                  6. Hugo III. Logothetti (1901–1975) ∞ Hedvika Vašátová (1898–1968)
                    1. Zdeněk Logothetti (* 1921)
                    2. Lubomír Logothetti (* 1924)
                    3. Alice Logothetti (* 1927) ∞ Otto Zimmer (* 1923)

                  7. Emanuel Jan Logothetti (1907–1990) ∞ Mia de la Garde (1914–2000)
                    1. Carmen Logothetti (* 1943) ∞ Andreas Gall (* 1943)
                    2. Emanuel Logothetti (* 1945)
                    3. Marion Logothetti (* 1949)
                    4. Stella Logothetti (* 1952)

                2. Alfréd Logothetti (1853–1923) ∞ Adrienne Pavlína Anna Logothetti (1860–1934)
                  1. Orestes Logothetti (1883–1965) ∞ Relly Piesslinger (* 1892)
                    1. Eva Logothetti (* 1914)
                    2. Zoltán Logothetti (1915–1991) ∞ Anna Marie Pletl (1922–2005)

                  2. Aristides Logothetti (1884–1948)
                  3. Emanuel Logothetti (1886–1911)
                  4. Zoe Logothetti (1888–1965)

                3. Rozalie Logothetti (1856–1942)
                4. Marie (1859–1929) ∞ Pavel Lamoral Taxis von Bordogna und Valnigra (1852–1901)

              2. Hedvika Logothetti (1824–1899)
              3. Berta Logothetti(1825–1825)
              4. Lodoiska Logothetti(1826–1829)
              5. Alfréd Logothetti (1830–1833)
              6. Julie Logothetti (1833–1854) ∞ Antonín František Ledochówski (1832–1885)
              7. Zdenko Logothetti (1835–1881) ∞ Augusta Šarapatková (1869–1912)
                1. Mikuláš Logothetti (1870–1922) ∞ Marie Anna Frese-Kraut (1875–1943)
                  1. Medea Marie Alexandra Logothetti (* 1912)

                2. Františka de Paula (* 1873) ∞ Evžen von Paumgartten (1864–1941)